# Animals (песня Мартина Гаррикса)
«Animals» (с англ. — «Животные») — песня нидерландского диджея и музыкального продюсера Мартина Гаррикса.

## История создания
По данным сайта Sonfacts:
В США у Мартина Гаррикса контракт с компанией Scooter Braun Projects, его делами там занимается [агент] Майкл Джордж. [Он] вспоминал журналу «Билборд» про то, как первый раз столкнулся с молодым продюсером [Мартином Гарриксом], когда охотился за талантами на музыкальной неделе в Майами (Miami Music Week).

«Что-то было в его харизме и его характере, что обратило моё внимание и импонировало (that really shined through to me), — сказал Джордж. «Когда я вернулся домой, мы связались по „Скайпу“, и — я никогда не забуду — он зашёл в „Скайп“ и сказал мне. — „Бро, бро! У меня эта мелодия [всё время] в голове. я не мог спать! Я [просто] должен послать тебе эту песню!“ И он послал мне демоверсию „Animals“.»

### Возможный текст песни
Сайт Songfacts пишет:
[Скутер] Браун [из Scooter Braun Projects] и Джордж думали о том, чтобы добавить к треку вокал, но в итоге отказались от этой идеи.
Как рассказывал Майкл Джордж тому же «Билборду», —
«Изначально идея была — „Давайте-ка найдём [для композиции повторяющуюся] строчку-слоган (topline), так она [композиция] будет легче усваиваться публикой.“ Но я думаю, что, учитывая, что оригинал [и так] работает, такая строчка будет вторична, если она вообще когда-нибудь будет.»

## Оценки
В Великобритании сингл с этой песней побывал на 1 строчке национального чарта (UK Singles Chart). Эта композиция стала третьей из волны Хаусового ренессанса. Она достигла 1 места в этой стране в 2013 году (после «Need U (100%)» Дюка Дюмона и «Look Right Through» диджея, известного как Storm Queen.
Как пишет музыкальный сайт Songfacts, песню «Animals» можно считать первой инструментальной композицией на 1 месте британского чарта с 1999 года, когда на 1 месте был Mr. Oizo с «Flat Beat». Но, поскольку в песне Гаррикса есть пара фраз, этот факт можно считать спорным.
В США песня была издана по лицензии от Spinnin’ Records (компании, с которой у Гаррикса контракт) лейблом Casablanca/Republic. С «Animals» музыкант впервые в своей карьере попал в «Горячую сотню» американского журнала «Билборд», где песня в итоге добралась до 21 места.